# Paul Neumann
Paul R. Neumann (Newport Harbor, California, 30 de enero de 1938) es un exjugador de baloncesto estadounidense que disputó seis temporadas en la NBA y una más en la ABL. Con 1,85 metros de estatura, lo hacía en la posición de base.

## Trayectoria deportiva

### Universidad
Jugó durante tres temporadas con los Cardinal de la Universidad de Stanford, en las que promedió 13,7 puntos y 4,7 rebotes por partido. En su última temporada fue incluido en el mejor quinteto de la Pacific Coast Conference tras ser el tercer mejor anotador de la conferencia, con 16,9 puntos por partido.

### Profesional
Fue elegido en la vigésimo séptima posición del Draft de la NBA de 1959 por Syracuse Nationals, pero jugó un año en la ABL antes de incorporarse definitivamente a los Nats en la temporada 1961-62. Allí jugó cuatro temporadas, siendo la mejor de ellas la tercera, ya con el equipo con la denominación de Philadelphia 76ers,  en la que promedió 11,6 puntos y 3,9 asistencias por partido.
En 1965 formó parte de uno de los traspasos más sonados de la historia de la liga, el que le llevaría a él junto con Connie Dierking y Lee Shaffer a los San Francisco Warriors a cambio de la gran estrella Wilt Chamberlain. Allí jugó 3 temporadas como titular, siendo la más destacada la 1965-66, en la que promedió 14,4 puntos y 3,2 rebotes por partido.
En 1967, tras no ser protegido por su equipo, entró en el Draft de Expansión por la llegada de nuevos equipos a la liga, siendo elegido por San Diego Rockets. sin embargo, nunca llegó a jugar con el equipo, retirándose del baloncesto en activo.

## Estadísticas de su carrera en la NBA

### Temporada regular
| Temporada | Edad | Equipo                 | Liga | P   | TIT | MIN  | TC  | TCA  | %TC  | 3P | 3PA | %3P | TL  | TLA | %TL  | R.OF. | R.DEF. | REB | ASIS | ROB | TAP | PER | FP  | PTS  |
| 1961-62   | 24   | Syracuse Nationals     | NBA  | 79  |     | 17.3 | 2.2 | 5.1  | .429 |    |     |     | 1.7 | 2.2 | .773 |       |        | 2.5 | 2.2  |     |     |     | 2.6 | 6.0  |
| 1962-63   | 25   | Syracuse Nationals     | NBA  | 80  |     | 19.8 | 3.0 | 6.3  | .471 |    |     |     | 2.3 | 2.8 | .815 |       |        | 2.5 | 2.8  |     |     |     | 2.8 | 8.2  |
| 1963-64   | 26   | Philadelphia 76ers     | NBA  | 74  |     | 26.7 | 4.4 | 9.9  | .443 |    |     |     | 2.8 | 3.6 | .789 |       |        | 3.3 | 3.9  |     |     |     | 2.9 | 11.6 |
| 1964-65   | 27   | TOTAL                  | NBA  | 76  |     | 26.8 | 4.8 | 10.2 | .473 |    |     |     | 3.1 | 4.0 | .772 |       |        | 2.6 | 3.1  |     |     |     | 2.9 | 12.7 |
| 1964-65   | 27   | Philadelphia 76ers     | NBA  | 40  |     | 27.5 | 5.3 | 10.9 | .491 |    |     |     | 3.7 | 4.6 | .804 |       |        | 2.6 | 3.5  |     |     |     | 3.0 | 14.4 |
| 1964-65   | 27   | San Francisco Warriors | NBA  | 36  |     | 25.9 | 4.2 | 9.4  | .450 |    |     |     | 2.4 | 3.3 | .723 |       |        | 2.7 | 2.6  |     |     |     | 2.8 | 10.8 |
| 1965-66   | 28   | San Francisco Warriors | NBA  | 66  |     | 26.2 | 5.2 | 12.4 | .420 |    |     |     | 4.0 | 4.8 | .836 |       |        | 3.2 | 2.8  |     |     |     | 2.6 | 14.4 |
| 1966-67   | 29   | San Francisco Warriors | NBA  | 78  |     | 31.0 | 4.9 | 11.7 | .424 |    |     |     | 4.0 | 5.0 | .800 |       |        | 3.5 | 4.4  |     |     |     | 3.4 | 13.9 |
| Total     |      |                        | NBA  | 453 |     | 24.5 | 4.0 | 9.1  | .442 |    |     |     | 2.9 | 3.7 | .799 |       |        | 2.9 | 3.2  |     |     |     | 2.9 | 11.0 |

### Playoffs
| Temporada | Edad | Equipo                 | Liga | P  | MIN | TCA | TC  | 3PA | 3P | TLA | TL | R.OF. | REB | ASIS | ROB | TAP | PER | FP | PTS | %TC  | %3P | %FT  | MIN  | PTS  | REB | AST |
| 1962      | 24   | Syracuse Nationals     | NBA  | 5  | 124 | 12  | 29  |     |    | 4   | 6  |       | 17  | 14   |     |     |     | 13 | 28  | .414 |     | .667 | 24.8 | 5.6  | 3.4 | 2.8 |
| 1963      | 25   | Syracuse Nationals     | NBA  | 4  | 65  | 8   | 18  |     |    | 0   | 1  |       | 14  | 9    |     |     |     | 11 | 16  | .444 |     | .000 | 16.3 | 4.0  | 3.5 | 2.3 |
| 1964      | 26   | Philadelphia 76ers     | NBA  | 5  | 165 | 27  | 59  |     |    | 26  | 31 |       | 13  | 25   |     |     |     | 13 | 80  | .458 |     | .839 | 33.0 | 16.0 | 2.6 | 5.0 |
| 1967      | 29   | San Francisco Warriors | NBA  | 15 | 254 | 29  | 88  |     |    | 35  | 47 |       | 17  | 34   |     |     |     | 50 | 93  | .330 |     | .745 | 16.9 | 6.2  | 1.1 | 2.3 |
| Total     |      |                        | NBA  | 29 | 608 | 76  | 194 |     |    | 65  | 85 |       | 61  | 82   |     |     |     | 87 | 217 | .392 |     | .765 | 21.0 | 7.5  | 2.1 | 2.8 |